# Szuzuka
Szuzuka egy város Japánban, mely Honsú szigetén helyezkedik el Mie prefektúrában.

## Földrajz
Keleten az Isze-öböl, nyugaton pedig a Szuzuka-hegység határolja.

## Történelem
Szuzukát 1942 decemberében alapították 2 város és 12 község összevonásával, lakossága elérte az 52000-t. A második világháború után sok autógyár és vállalat működött a városban, így hamar az öböl legfejlettebb ipari területévé vált. A város jó minőségű talaja lehetővé tette a tea, rizs és egyéb növények termesztését. Szuzukát sokáig a zöld ipari város-ként is emlegették, hiszen a mezőgazdaság és az ipar jól egyensúlyozták egymást.

## Érdekességek
A város fája kejaki nevezetű gyertyánszil, melyet a város alapításának a 45. évfordulójára ültették 1987-ben. Szintén erre az évfordulóra ültették a város virágát, egy azáleát, melyet szacuki-nak neveznek.

## Lakosság
| Év       | 2000       | 2005       | 2010       | 2014       |
| -------- | ---------- | ---------- | ---------- | ---------- |
| Lakosság | 186 151 fő | 193 114 fő | 199 293 fő | 197 185 fő |

| Lakosok száma | 199 293 | 196 403 | 195 250 |
|               | 2010    | 2015    | 2020    |

## Sport
Szuzukában található a Suzuka Circuit, melyen 1987-től rendezik meg a Formula–1-es japán nagydíjat 2007 és 2008 kivételével.